# High School Musical (colonna sonora)
High School Musical è la colonna sonora del film Disney per la televisione omonimo
Registrato in cinque giorni, è uscito negli Stati Uniti il 10 gennaio 2006 ed è stato uno dei più venduti, con oltre 3.8 milioni di copie vendute. Debutta alla posizione numero 143 nella classifica Billboard 200 con 6,469 copie vendute nella prima settimana, arrivando in prima posizione nel marzo 2006.
In Italia l'album è stato pubblicato l'11 ottobre dello stesso anno assieme al DVD.
L'album è stato pubblicato in due versioni speciali uscite in America il 23 maggio 2006. In queste sono contenute le versioni karaoke delle canzoni del film.

## Tracce
Edizione Standard (USA)
1. Zac Efron e Vanessa Hudgens – Start of Something New – 3:16
2. Zac Efron e i Wildcats – Get'cha Head in the Game – 2:27
3. Ashley Tisdale e Lucas Grabeel – What I've Been Looking For – 2:03
4. Zac Efron e Vanessa Hudgens – What I've Been Looking For (Reprise) – 1:19
5. cast di High School Musical – Stick to the Status Quo – 4:28
6. Vanessa Hudgens – When There Was Me and You – 3:00
7. Ashley Tisdale e Lucas Grabeel – Bop to the Top – 1:47
8. Zac Efron e Vanessa Hudgens – Breaking Free – 3:29
9. cast di High School Musical – We're All in This Together – 3:51
10. Vanessa Hudgens, Zac Efron, Ashley Tisdale e Lucas Grabeel – I Can't Take My Eyes Off of You – 2:51
11. B5 – Get'cha Head in the Game (Versione pop) – 2:43
12. Start of Something New (Karaoke) – 3:31
13. Breaking Free (Karaoke) – 3:42

Edizione Deluxe (USA) - Disco 2
1. Start of Something New – 3:31
2. Get'cha Head in the Game – 2:37
3. What I've Been Looking For – 2:13
4. When There Was Me and You – 3:15
5. Bop to the Top – 2:08
6. Breaking Free – 3:42
7. We're All in This Together – 4:13
8. I Can't Take My Eyes Off of You – 3:07

Edizione italiana
Nella versione italiana nella prima traccia è registrata la versione italiana di Breaking Free, cantata da Luca Dirisio e intitolata Se provi a volare.

## Successo commerciale
Durante la prima settimana, l'album debutta alla posizione numero 143 nella classifica Billboard 200 degli Stati Uniti. Nella seconda settimana, salta alla posizione 58. Nella terza settimana, sale alla posizione 10 e infine arriva alla posizione 1 nelle due settimane consecutive. Vince anche quattro dischi di platino. Perciò, High School Musical è il secondo album più venduto in America nel 2006 con più di tre milioni di copie vendute. Infatti l'album più venduto rimane Nielsen SoundScan del 1991.
Il 30 luglio 2006, l'album arriva alla posizione numero 1 nella classifica australiana ARIA top 50 albums chart. Rimane alla posizione 2 per le due settimane consecutive. Arriva alla posizione numero 1 anche nella classifica New Zealand RIANZ top 40 albums chart. Il 10 settembre 2006, l'album arriva alla posizione numero 1 nella classifica Argentinian CAPIF albums chart. Invece nella classifica Brazilian Top 40 CD Sales chart arriva alla posizione 28 e poi alla numero 1 nel fine settimana del 7 ottobre 2006.

## Classifiche

### Classifiche settimanali
| Classifiche (2006-08) | Posizione massima |
| --------------------- | ----------------- |
| Australia             | 1                 |
| Austria               | 13                |
| Belgio (Vallonia)     | 55                |
| Danimarca             | 12                |
| Francia               | 6                 |
| Germania              | 22                |
| Messico               | 22                |
| Norvegia              | 6                 |
| Nuova Zelanda         | 1                 |
| Paesi Bassi           | 11                |
| Spagna                | 6                 |
| Stati Uniti           | 1                 |
| Svizzera              | 63                |

### Classifiche di fine anno
| Classifica (2006) | Posizione |
| ----------------- | --------- |
| Francia           | 82        |
| Stati Uniti       | 2         |
| Classifica (2007) | Posizione |
| Austria           | 37        |
| Germania          | 65        |
| Stati Uniti       | 37        |
| Classifica (2008) | Posizione |
| Stati Uniti       | 113       |